# Adlai Ewing Stevenson III.
Adlai Ewing Stevenson III., ameriški odvetnik, častnik in politik, * 10. oktober 1930, Chicago, Illinois, ZDA, † 6. september 2021, Chicago.
Stevenson je bil senator ZDA iz Illinoisa med letoma 1970 in 1981.
Izhaja iz stare politične družine: njegov praded, Adlai Ewing Stevenson I., je bil podpredsednik ZDA (1893–1897), njegov ded, Lewis G. Stevenson, je bil sekretar države Illinoisa (1914–1917) in njegov oče, Adlai Ewing Stevenson II., pa je bil guverner Illinoisa.